# Valentina Monetta
Valentina Monetta, född 1 mars 1975 i huvudstaden San Marino, är en sanmarinsk sångerska.

## Karriär

### Tidiga åren
Valentina Monetta föddes i San Marinos huvudstad med samma namn som landet. Den första musikgruppen hon var med hette "Tiberio" och spelade Soul, R&B och Jazz. Den andra gruppen hon var med i hette "Parafunky" och var mer inriktad på Hiphop. Tillsammans med Monica Giacomobono var hon med i projektet "Sharm" som kom att bli "Harem-B". År 2002 släppte hon singeln "Sharp". Hon arbetade med sångare som Vanessa J, Marcello Sutera, Nicola Peruk och Nabuk. Hon övade även med flera lokala band. År 2006 gick hon med i projektet "2black" och släppte singeln "Vai" under sommaren samma år. Hon har även varit bakgrundssångare åt artster som Silvie Vartan, Vanessa J, DJ Master Frees, Bombo's, El Ruben, Elena Cattaneo, Dance-House och R Fame. Hon har även arbetat med den sanmarinska gruppen Blue Mobile.
År 2008 skickade hon in låten "Se non ci sei tu" till San Marinos nationella uttagning till Eurovision Song Contest 2008, det första året som landet skulle delta. Det året valdes San Marinos bidrag internt och TV-bolaget valde låten "Complice" från bandet Miodio.

### Eurovision Song Contest

#### 2012
Den 14 mars 2012 meddelade SMTV att man valt ut henne internt till att representera San Marino i Eurovision Song Contest 2012 i Baku i Azerbajdzjan. Den 16 mars presenterade hon landets bidrag Facebook, Uh, Oh, Oh. Den 18 mars blev hennes bidrag diskvalificerat från tävlingen då det bröt mot tävlingens regler. Hennes nya bidrag presenterades den 22 mars. Den nya låten The Social Network Song var en ny version av det förra bidraget där endast ordet "Facebook" tagits bort från låttexten. Hon gjorde sitt framträdande i den första semifinalen den 22 maj. Hon lyckades dock inte ta sig vidare till finalen.
Efter Monettas deltagande i Eurovision Song Contest 2012 fortsatte hon sitt samarbete med Ralph Siegel, kompositören till hennes ESC-bidrag, och skrev flera nya låtar.

#### 2013
Den 30 januari 2013 meddelade SMTV att man för andra året i rad valt ut Monetta att representera landet i Eurovision Song Contest. Låten som Monetta kommer att framföras heter Crisalide. Vid presentationen av artist och bidrag, vilket skedde vid en presskonferens, släpptes dock inte låten för lyssning, vilket istället sker vid ett senare tillfälle.
Monetta slutade på elfte plats i den andra semifinalen och kvalificerade sig därmed inte för finalen.

#### 2014
Monetta deltog även i tävlingen 2014, med bidraget Maybe. Bidraget fick fyrtio poäng i den första semifinalen, vilket innebar att San Marino knep den tionde och sista placering som medförde avancemang till finalen. Det var första gången San Marino kvalificerade sig för en final i Eurovision Song Contest.
Väl i finalen slutade Maybe på 24:e plats efter att ha samlat ihop 24 poäng.

#### 2017
Även 2017 representerade Monetta sitt hemland i tävlingen. Den här gången sjöng hon duetten Spirit of the Night med den amerikanske sångaren Jimmie Wilson. Bidraget slutade sist i sin semifinal efter att ha fått en enda poäng, från Tyskland.

## Diskografi

### Album
- 2011 – Il mio gioco preferito
- 2013 – La Storia di Valentina Monetta
- 2014 – Sensibilità

### Singlar
- 2002 – Sharp
- 2006 – Vai
- 2008 – Se non ci sei tu
- 2012 – I'll Follow the Sunshine
- 2012 – Facebook Uh Oh Oh
- 2012 – The Social Network Song
- 2013 – Crisalide (Vola)
- 2013 – L'amore Verrà
- 2013 – A Kiss
- 2014 – Maybe (Forse)
- 2017 – Spirit of the Night